# Доминион Пакистан
Доминион Пакистан (англ. Dominion of Pakistan) — федеративное государство в Южной Азии, существовавшее с 1947 по 1956 год.

## История
Государство возникло при разделе согласно плану Маунтбеттена Британской Индии на Индийский союз и Доминион Пакистан и включало территории современных Пакистана и Бангладеш. Отношения нового преимущественно мусульманского доминиона с Индией практически сразу же омрачила Первая индо-пакистанская война, за которой последовали новые территориально-религиозные конфликты, в ходе которых миллионы человек с обеих сторон погибли или стали беженцами. Из-за крайней религиозной радикализации региона и его почти тотальной исламизации в первые годы деколонизационного процесса, Пакистанскому доминиону не удалось сохранить светский характер общества, и в 1956 он полностью освободился из-под номинального Британского контроля, превратившись в полностью суверенную Исламскую республику Пакистан. В 1971 году, в результате войны за независимость, Восточный Пакистан в свою очередь стал независимым, превратившись в современную республику Бангладеш.

## Федерация
Доминион разделялся на 5 провинций:
- Восточная Бенгалия
- Западный Пенджаб
- Белуджистан
- Синд
- Северо-Западная пограничная провинция.

Также в доминион входили некоторые княжества.

## Управление
Каждая из провинций имела собственного губернатора, утверждённого генерал-губернатором Пакистана, представляющим британского монарха.